# Pseudopostega triangularis
Pseudopostega triangularis là một loài bướm đêm thuộc họ Opostegidae. It known only from the type locality, in north-miền trung Argentina forests.
Chiều dài cánh trước khoảng 2.6 mm. Con trưởng thành bay vào tháng 11.